# Dubrivka (okres Užhorod)
Dubrivka, česky také Dubrovka, ukrajinsky Дубрівка, maďarsky Ungtölgyes, je obec v seredňanské územní komunitě, v okrese Užhorod v Zakarpatské oblasti Ukrajiny. V roce 2025 zde žilo 810 obyvatel.

## Historie
Podle archeologických nálezů obec vznikla před 11. stoletím. V roce 1414 patřila ves Dúbravka, jak ji písemný pramen nazývá, pánům z Pavlovců (okres Vranov nad Topľou). V písemných pramenech je obec uváděna také jako Doboruvka. Do uzavření Trianonské smlouvy byla Dubrivka součástí Uherska, poté (pod názvy Dubrovka) součástí Československa. Od roku 1945 byla Dubrivka součástí Ukrajinské sovětské socialistické republiky, která byla součástí SSSR. Od roku 1991 je součástí nezávislé Ukrajiny.

## Osobnosti
- Konstantin Hrabar (1877–1938), třetí guvernér Podkarpatské Rusi, v letech 1908 až 1921 dělal v Dubrivce faráře